# George Cassiday
George L. Cassiday (* 11. März 1941) ist ein US-amerikanischer Physiker.
Cassiday studierte an der University of Pennsylvania mit dem Bachelor-Abschluss 1963 und an der Cornell University mit der Promotion 1968. Er ist seit 1970 an der University of Utah, an der er seit 1981 eine volle Professur hat.
Er war Gastprofessor an der University of Michigan (1985) und am Center for International Studies and Arms Control der Stanford University (1985 bis 1991).
Cassiday entwickelte den Cerenkov-Detektor-Tank der zweiten Generation im Utah Neutrino-Detektor. In diesem Zusammenhang baute er auch ein unterirdisches Teleskop für kosmische Strahlung, um die Dichte der Gesteinsmassen und den Abschirmungsgrad über dem Neutrinodetektor zu ermitteln. Später baute er den ersten Fluoreszenzstrahlungs-Detektor für kosmische Strahlung, den Fly’s Eye in Utah (nachdem er die Technik am Detektor von John Linsley der University of New Mexico erprobt hatte). 1991 wurde dort das bisher höchstenergetische kosmische Teilchen entdeckt (Oh-My-God-Teilchen).
2008 erhielt er mit Pierre Sokolsky den Panofsky-Preis.